# Mirza Mustafić
 Mirza Mustafić (* 20. Juni 1998 in Luxemburg-Stadt) ist ein luxemburgisch-bosnischer Fußballspieler.

## Karriere

### Verein
Von seinem Heimatverein RFC Union Luxemburg wechselte Mustafić 2006 in die Jugendabteilung des französischen Klubs FC Metz. Von dort ging er zur Saison 2013/14 weiter in das NLZ von Borussia Mönchengladbach. Nach seiner Jugendzeit spielte er dort zwei Jahre für die Reservemannschaft in der Regionalliga West und wechselte dann zur SV 07 Elversberg, die in der Staffel Südwest antrat. Mit der Mannschaft gewann er zwei Mal den Saarlandpokal. Die Spielzeit 2021/22 war er für CS Fola Esch in der BGL Ligue aktiv und ab dem 1. Juli 2022 stand Mustafić beim bosnischen Erstligisten FK Sarajevo unter Vertrag. Dort gewann er mit dem Verein im Mai 2025 den nationalen Pokal. Anschließend wechselte der Mittelfeldakteur weiter zu Bali United nach Indonesien.

### Nationalmannschaft
Nachdem Mustafić zwischen 2014 und 2017 bereits Jugendländerspiele für Luxemburg und Bosnien-Herzegowina bestritten hatte, debütierte er am 5. Juni 2024 für die luxemburgische A-Nationalmannschaft in einem Testspiel gegen Frankreich. Bei der 0:3-Auswärtsniederlage in Metz wurde er in der 44. Minute für Sébastien Thill eingewechselt, jedoch schon wieder in der 55. Minute gegen Chris Philipps verletzt ausgewechselt.

## Erfolge
SV 07 Elversberg
- Saarlandpokalsieger: 2020, 2021

FK Sarajevo
- Bosnisch-herzegowinischer Pokalsieger: 2025